# Steven Lukes
Steven Michael Lukes, född 1941, är en brittisk politisk och social teoretiker.
Lukes huvudintressen har varit politisk och social teori, Durkheims sociologi, individualism, rationalitet, marxism, makt m.m. 

## Maktteori
Lukes mest kända teori är den om "maktens tre ansikten". Denna hävdar att stater kontrollerar människor på tre sätt: genom beslutsfattande makt, icke-beslutsfattande makt och ideologisk makt. Den första kategorin är den mest offentliga typen av makt, medan den andra handlar om makten att kontrollera agendan och marginalisera olika typer av frågor och förslag på lösningar. Den ideologiska makten handlar om att påverka människors önskningar.